# Оспанбеков, Жарас Молдабекович
Жара́с Молдабе́кович Оспанбе́ков (каз. Жарас Молдабекұлы Оспанбеков, 15 мая 1937 года, совхоз имени Кирова, Шуский район, Жамбылская область, Казахская ССР) — колхозник, чабан овцеводческого колхоза «Далайканар», Герой Социалистического Труда (1976). Депутата Верховного Совета СССР 10 созыва (1979—1984).

## Биография
Родился 15 мая 1937 года в совхозе имени Кирова Шуского района Джамбулской области. Происходит из племени ысты.
С 1961 года по 1963 год работал на системе орошения полей колхоза имени Кирова. С 1963 года работал старшим чабаном в колхозе «Далайканар». В 1968 году вступил в КПСС.
В 1975 году получил от 100 овцематок 172 ягнёнка и в среднем по 4.6 килограмм шерсти с каждой овцы. За этот доблестный труд был удостоен в 1976 году звания Героя Социалистического Труда.
Был делегатом XXV съезда КПСС. В 1979 году был избран депутатом Верховного Совета СССР.

## Награды
- Герой Социалистического Труда (1976);
- Орден Ленина (1976).